# Nin (Sumeria)

Signo cuneiforme NIN ("Señora").

Nin o NIN es una palabra sumeria (pronunciación acadia del signo EREŠ) que puede designar a una reina o sacerdotisa y es, a menudo, traducida como "señora". Otras traducciones: reina, ama, propietaria, dama.
A muchas diosas se les llama con el apelativo NIN, como DNIN.GAL "gran dama" o "gran señora", DÉ.NIN.GAL "señora del gran templo", DEREŠ.KI.GAL o DNIN.TI "señora de la vida". 
La forma compuesta NIN.DINGIR (en acadio, entu) "dama divina", "señora de (un) dios" se refiere a una sacerdotisa.
El signo NIN se escribe como MUNUS.TÚG 𒊩𒌆  en cuneiforme arcaico (así como en el Código de Hammurabi), la sílaba nin, por otro lado, se escribe como MUNUS.KA 𒊩𒅗  en cuneiforme asirio. MUNUS.KU = NIN9 𒊩𒆪 tiene la lectura de "hermana".

## Galería

Signo básico cuneiforme MUNUS ("mujer")
Signo básico cuneiforme TÚG (silábico ku)

## NIN en la epopeya de Gilgamesh
Ninsun-(DNIN.SÚN), como madre de Gilgamesh en la Epopeya de Gilgameš - (versión estándar babilónica), aparece en 5 de los 12 capítulos ( Tablillas I, II, III, IV, XII). El otro personaje que usa 'NIN' es el dios Ninurta-(DNIN.URTA) que aparece en la Tablilla I y en especialmente en el mito del Diluvio de la Tablilla XI.
De los 51 usos que se hace del cuneiforme nin, la utilización principal es para la palabra acadia eninna–("nin" como en e-nin-na, pero también con otras variantes). Eninna es el adverbio "ahora", pero también es utilizado como conjunción o como una forma de transición.
Hay dos usos de "NIN" como palabra utilizada para "hermana" (del acadio ahātu), por ejemplo, en la Tablilla 8 ( El duelo de Enkidu), línea 38:
"Puede...
"Que los hermanos van de luto por ti como hermanas";